# Polígono simple

Un polígono simple, cuya frontera es una poligonal que no se autointerseca.

Una poligonal cerrada que se autointerseca no genera un polígono simple.

Se llama polígono simple al polígono cuyos lados no contiguos no se intersecan, es decir, que dicho polígono es la frontera de la respectiva región poligonal. Un polígono simple divide al plano  que lo contiene en dos conjuntos de puntos:  interior de la región poligonal y  exterior de la región poligonal. El interior se caracteriza porque no puede contener una recta; el exterior sí puede contener una recta. Un polígono que no es simple se denomina polígono complejo.
Desde un punto de vista topológico, un polígono se llama simple cuando su frontera puede ser puesta en correspondencia 1-1 con una circunferencia mediante una aplicación biyectiva y bicontinua. Igualmente, su interior puede ser puesto en correspondencia con un disco abierto. Un polígono será no simple si su frontera es una línea poligonal que se autointerseca, o si su frontera consta de más de una línea polígonal. Por ejemplo, considerando un rectángulo (como región del plano) y otro de menor área en el interior del primero (a modo de "ventana"). La intersección del primero con el complemento del interior del otro es un polígono no simple con dos fronteras.

## Propiedades de los polígonos simples
- Un polígono simple tiene una característica de Euler {\displaystyle \chi =1} (si se considera únicamente su frontera, tendrá {\displaystyle \chi =0}). Por lo tanto, el número de vértices será igual al número de lados del polígono.
- La suma de todos los ángulos interiores de un polígono simple de n lados es: {\displaystyle (n-2)\cdot \pi } radianes, o {\displaystyle (n-2)\cdot 180^{\circ }}.
- El número de diagonales de un polígono de n lados es:{\displaystyle N_{d}={\frac {n(n-3)}{2}}}. Dependiendo de la forma del polígono, las diagonales pueden ser interiores, exteriores o incluso cortar al mismo.
- Todo polígono simple de n lados puede ser triangulado en {\displaystyle (n-2)} triángulos usando {\displaystyle (n-3)} diagonales que no se crucen entre sí.[cita requerida]

### Clasificación de los polígonos simples
Existen varias maneras de clasificar los polígonos, según se atienda a la forma de su contorno, al número de lados, o a alguna otra propiedad del mismo. 
Atendiendo a su convexidad, los polígonos simples pueden ser:
- Polígono convexo: Aquellos que tienen todos sus ángulos menores de 180°.[4] O bien, todo el polígono queda en un mismo semiplano que determina una recta que pasa por cualquiera de sus lados.[5]

- Polígono cóncavo: Aquellos que tienen algún ángulo que mide más de 180°.[6] O existen por lo menos dos lados, tales que al trazar por uno de ellos una recta, el polígono se ubica a ambos lados (semiplanos) de la recta.[7]

Atendiendo a su regularidad, los polígonos simples pueden clasificarse en:
- Polígono equilátero: Aquellos que tienen sus lados de igual longitud, si bien sus ángulos pueden ser diferentes (por ejemplo, un rombo).
- Polígono equiangular: Aquellos que tienen sus ángulos interiores iguales, si bien sus lados pueden ser diferentes (por ejemplo, un rectángulo).
- Polígono regular: Aquellos que tienen todos sus lados de igual longitud y todos sus ángulos internos iguales, es decir, son simultáneamente equiláteros y equiangulares.
- Polígono irregular: Aquellos que no cumplen alguna de las premisas de regularidad anteriores.

## Polígonos simples en geometría computacional
En geometría computacional existen varios problemas importantes donde una de las condiciones iniciales dadas es un polígono simple:
- Determinar si un punto yace en el interior de un polígono simple.
- Determinar el área contenida en un polígono simple.
- Triangulación de un polígono: Descomponer un polígono simple en triángulos.
- Unión de polígonos: hallar el polígono simple que contenga el área contenida en cualesquiera de otros dos polígonos simples.
- Intersección de polígonos: hallar el polígono o polígonos simples que contengan el área común a un par de polígonos simples.
- Determinar la envoltura convexa de un polígono simple.